# أكيرا كوراساني
حميد الخراساني (بالفارسية: حمید خراسانی؛ مواليد 27 أغسطس 1982)، المعروف مهنيا باسم أكيرا كوراساني، هو مقاتل فنون قتالية مختلطة سويدي سابق. شارك في فئة وزن الريشة في يو إف سي.

## سجل فنون القتال المختلطة
| السجل المهني |        |         |
| 19 نزال      | 12 فوز | 6 خسارة |
| ضربة قاضية   | 1      | 6       |
| إخضاع        | 3      | 0       |
| قرار القضاة  | 7      | 0       |
| إقصاء        | 1      | 0       |
| بدون قرار    | 1      | 1       |

## وصلات خارجية
- أكيرا كوراساني على موقع يو إف سي (الإنجليزية)
- أكيرا كوراساني على موقع شيردوغ (الإنجليزية)
- أكيرا كوراساني على موقع IMDb (الإنجليزية)